# Арабская музыка
Ара́бская му́зыка (араб. موسيقى عربية‎) сформировалась в результате слияния собственно арабского искусства с искусством стран, некогда входивших в Арабский халифат. В ранний, «бедуинский», период музыка и поэзия представляли единое целое. Сохранились сведения о древних арабских поэтах-певцах (шаирах), о песенных жанрах — караванные песни (хида), песни конников (хабаб), о музыкальных инструментах — дуфф (бубен), ребаб (однострунная скрипка), мизхар (лютня).

## История
Историки называют различные формы музыки Аравийского полуострова доисламского периода термином шуара аль-джахилия (شعراء الجاهلية), т.е «поэты времён невежества». В то время считалось, что стихи и музыку передают им джинны.
Завоевав территорию Ближнего Востока (Иран, Византия), Средней Азии и Египта арабы ассимилировали традиции более развитых культур. Ими были восприняты основы греческой музыкальной теории, а арабский звукоряд расширился до двух октав. С конца 7 в. начинается расцвет классической арабской музыки, которая основывается на 7-ступенных ладах. В них наряду с основными звуками используются промежуточные интервалы — коммы. Одной из характерных черт арабской музыки является мелизматическое пение. В арабской манере пения широко применяется скольжение от звука к звуку (глиссандирование).
Наиболее распространённый жанр арабской классической музыки — вокально-инструментальный ансамбль. Ведущая роль в нём принадлежит певцу. В период правления династии Омейядов наиболее известными певцами были Ибн Мусаджих, Муслим ибн Мухриз, а также певица Джамиле и её ученики. Во времена Аббасидов — Ибрагим аль-Мавсили (742—804), его сын Исхак аль-Мавсили (767—850), а также Мансур Зальзаль.
Арабская музыкальная наука достигла высокого уровня. Среди выдающихся музыкальных теоретиков средних веков можно отметить аль-Кинди (801—873), аль-Исфахани (897—967) и Сафиаддин Урмави (около 1230—1294). Сведения об арабской музыке содержатся в трудах аль-Фараби, Ибн Сины и др. Средневековая арабская музыка оказала воздействие на музыкальное искусство Испании и Португалии.